# センソラマ

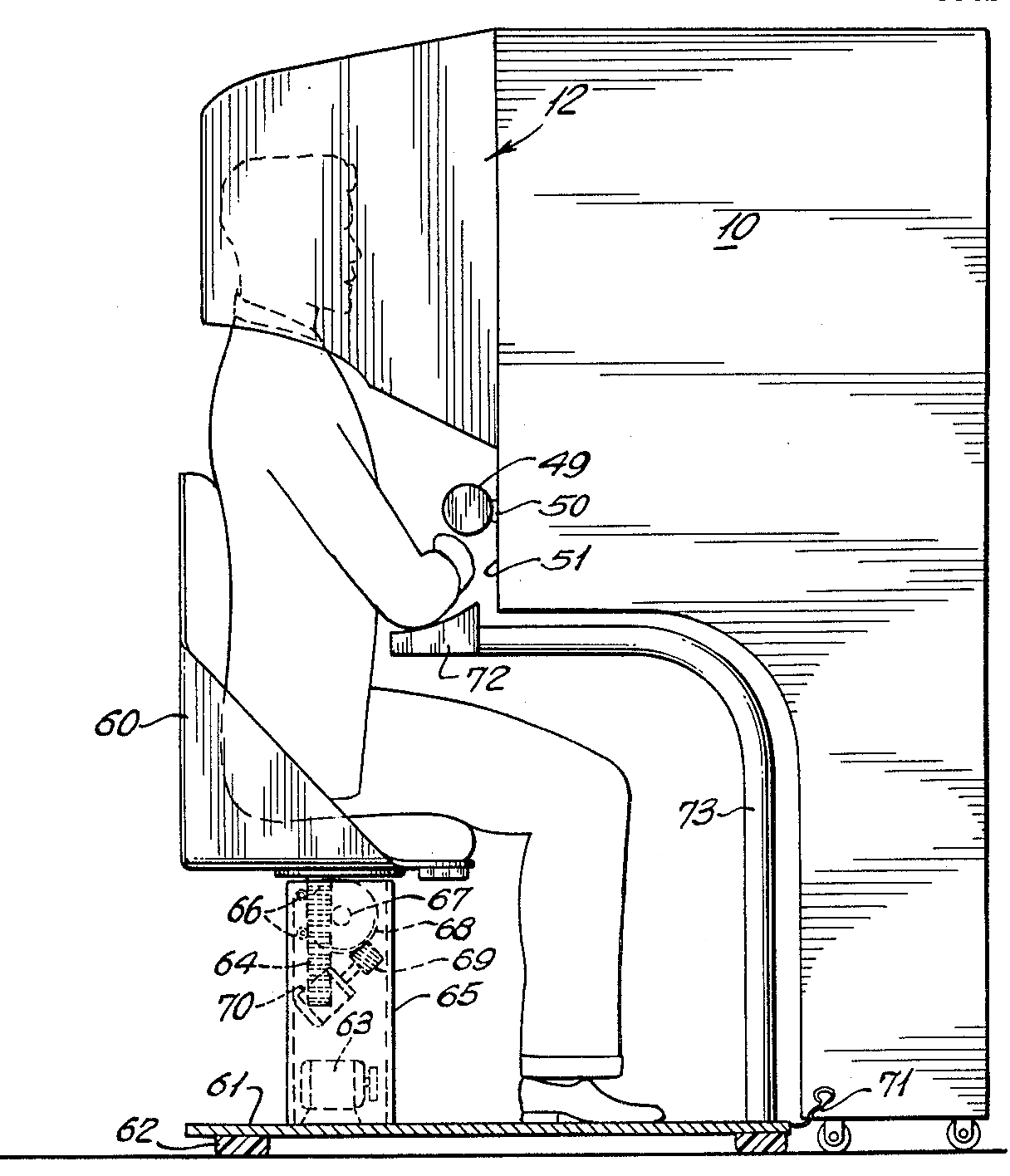
Sensorama、アメリカ特許 #3050870より

センソラマ (Sensorama) は、知られている限りでは最初期のバーチャルリアリティ (VR) システムである。没入型、多感覚入力（マルチモーダル・インタフェース）技術が実装されている。このマシンは1962年にen:Morton Heiligによって発表された。

## 開発
今日で言うマルチメディア技術者であったHeiligは、1950年代に視聴者の全感覚器を効果的に刺激してスクリーン上の映像に没入させる映画館の着想を得た。彼は、これを"体験劇場" (Experience Theater) と名付け、多感覚劇場に関する構想を1955年の論文"The Cinema of the Future" (Robinett 1994) にて発表した。1962年に、彼はこの構想のプロトタイプを公開した。これはセンソラマ (Sensorama) と名付けられて、そのシステム上で上映される5本のショートムービーも公開された。
センソラマは機械式のデバイスで、フルカラーの3次元映像（ステレオ映像）ディスプレイ、ファン、香り噴出装置 、ステレオ式サウンドシステム、そして動作式の椅子から構成されていた。例えばこのシステムは、ニューヨークをバイクで走る感覚をシミュレートすることができた。体験者はこのシステムの椅子に座り、ストリートを走る映像を見ていると同時に、ファンが向かい風を送風し、街のノイズや臭いを模擬して聴覚と嗅覚を刺激した。これらの要素、映像、音響、臭い、振動や風などは、同期しており、例えば、体験者がバスの映像を見た際には、その排気ガスの臭いの化学物質も排出され、バスのエンジン音が聞こえるといった仕組みになっていた。排気ガスやガソリンの臭い、街頭のピザスタンドの臭いなどを模擬する化学物質が備え付けられていた。しかし、体験者が何かのアクションを行って、シミュレーションシステムがそれに反応するといったことはできない。このマシンは現在でも稼働させることができる。
ハワード・ラインゴールドは1991年の著作Virtual Realityにて、1950年代に制作されたこのセンソラマのシステムの体験談を記している。ブルックリンをバイクで走るシミュレーション体験について触れ、40年も前の技術レベルについて感銘を記している。センソラマの先進的なステレオ3次元映像、体を傾ける可動式の椅子、ステレオ音響、風と臭いの噴出ファンを組み合わせた五感体験システムだが、このビジョンや特許に対して金銭的なサポートを受けることができず、開発は商業的に成功することはなくプロジェクトは終了した。